# اوسن-چاوسو
اوسن-چاوسو (به فرانسوی: Avesnes-Chaussoy) یک کمون در فرانسه است که در canton of Oisemont واقع شده‌است. اوسن-چاوسو ۶٫۱۲ کیلومتر مربع مساحت دارد ۹۹ متر بالاتر از سطح دریا واقع شده‌است.